# Sunigogligla
Sunigogligla (Seuliyolida, Sunigugliga), jedna od nekoliko bandi Chizo Indijanaca, ogranka šire grupe Concho, u sedamnaestom i ranom osamnaestom stoljeću naseljeni na sadašnjem području sjeveroistočne Chihuahue i sjeverozapadne Coahuile, Meksiko, i u Teksasu na donjem kraju Big Benda na rijeci Rio Grande.

## Vanjske poveznice
- Sunigogligla Indians